# Калмакське сільське поселення
Калма́кське сільське поселення (рос. Калмакское сельское поселение) — муніципальне утворення у складі Армізонського району Тюменської області, Росія.
Адміністративний центр — село Калмакське.

## Населення
Населення — 606 осіб (2020; 636 у 2018, 740 у 2010, 803 у 2002).

## Склад
До складу поселення входять такі населені пункти:
| Населений пункт      | Населення, осіб (2002) | Населення, осіб (2010) |
| -------------------- | ---------------------- | ---------------------- |
| Калмакське, село     | 679                    | 616                    |
| Новорямова, присілок | 124                    | 124                    |